# Stepping - Dalla strada al palcoscenico
(Tagline del film)
Stepping - Dalla strada al palcoscenico (Stomp the Yard) è un film del 2007 diretto da Sylvain White.

## Trama
Dj Williams è un adolescente inquieto e ribelle. Quando inizia a frequentare il college, entra a conoscenza dello "stepping", uno spettacolare stile di danza, praticato nei circoli studenteschi. Grazie al suo talento di ballerino, Dj si ritrova presto coinvolto nella rivalità tra due confraternite che si sfideranno nel corso dell'annuale campionato di stepping. Per poter dare un contributo importante alla propria squadra, però, Dj dovrà prima affrontare i demoni del proprio passato e scoprire il vero significato della fratellanza.

## Colonna sonora
1. Go Hard or Go Home - E-40 featuring The Federation
2. Ttbz Anthem - J Squad
3. Vans - The Pack
4. Poppin - Chris Brown
5. Sign Me Up - Ne-Yo
6. The Champ - Ghostface Killah
7. Walk It Out - Unk
8. Pop, Lock, and Drop It - Huey
9. The Deepest Hood - Al Kapone
10. Come On - Bonecrusher featuring Onslaught
11. Supermixx's Black In The Building - Public Enemy
12. Storm - Cut Chemist featuring Mr. Lif & Edan
13. In the Music - The Roots featuring Malik B & Porn
14. Ain't Nothing Wrong with that - Robert Randolph & The Family Band
15. Bounce Wit Me - R.E.D. 44
16. Let's go - Trick Daddy feat Twista & Lil Jon

## Accoglienza

### Incassi
In Italia ha incassato € 216.164,55 (12/07/2007) con 33.493 presenze (12/07/2007)

## Sequel
Nel 2010 è stato prodotto un sequel del film, intitolato Stepping 2 - La strada del successo, diretto da Rob Hardy.